# Cittadino
Un cittadino è un abitante o residente in uno Stato del quale possiede la cittadinanza avendone i conseguenti diritti e i doveri.

## Origini
Tale definizione ha origine dalle antiche città stato e specialmente a Roma.
Chi era cittadino di Roma, e quindi ne aveva o ne conseguiva la cittadinanza, era tutelato e si considerava protetto e intoccabile in ogni luogo dell'impero e anche nelle città straniere. Il conseguimento dello status di Cittadino romano fu considerato a lungo un privilegio e l'aspirazione ad esserlo, da parte degli abitanti delle zone sotto il dominio romano, fu anche oggetto di aspre contese tra Roma e le altre popolazioni italiche.
All'epoca dei comuni il termine identificava quella classe sociale superiore ai popolani ma inferiore ai nobili.
Con la rivoluzione francese divenne un titolo assegnato a chiunque, al posto dei trattamenti tipicamente nobiliari ed ecclesiastici, e del comune monsieur e madame o mademoiselle, che vennero sostituiti da citoyen.